# 1999 HZ11
1999 HZ11, também escrito como 1999 HZ11, é um objeto transnetuniano (TNO) que está localizado no cinturão de Kuiper, uma região do Sistema Solar. Este corpo celeste está em uma ressonância orbital de 4:9 com o planeta Netuno. Ele possui uma magnitude absoluta (H) de 8,4 e, tem um diâmetro estimado com cerca de 92 km.

## Descoberta
1999 HZ11 foi descoberto no dia 17 de abril de 1999 pelos astrônomos R. L. Millis e Marc W. Buie.

## Órbita
A órbita de 1999 HZ11 tem uma excentricidade de 0.079 e possui um semieixo maior de 42.382 UA. O seu periélio leva o mesmo a uma distância de 39.047 UA em relação ao Sol e seu afélio a 45.717.